# Ken Matsudaira
Sueshichi Suzuki (鈴木 末七 Suzuki Sueshichi?,  Toyohashi, Prefectura de Aichi, 28 de noviembre de 1953), mejor conocido bajo su nombre artístico de Ken Matsudaira (松平 健 Matsudaira Ken?), es un actor y músico japonés, célebre por aparecer en dramas históricos. Actualmente está afiliado a Sanki Promotion.

## Carrera
Antes de su debut actoral, Matsudaira solía trabajar como chef de sushi. Es ampliamente conocido por sus papeles jidaigeki, habiendo hecho su debut junto con Shintaro Katsu en un episodio de la serie de televisión, Zatoichi. Durante un cuarto de siglo, Matsudaira protagonizó la serie Abarenbō Shōgun en el papel de Tokugawa Yoshimune. También interpretó un papel similar en Kamen Rider OOO Wonderful. Otros papeles notables incluyen el de Hōjō Yoshitoki en la serie de NHK, Kusa Moeru (1979), Irobe Matashiro en Genroku Ryoran (1999, que narra la historia de los 47 rōnin), Shibata Katsuie en Toshiie a Matsu (2002), Ōtomo Sōrin en el especial Ōtomo Sōrin-Kokoro no Ōkoku wo Motomete (2004) y Ōishi Kuranosuke en Chushingura (2004).
En 2005, apareció como Saitō Musashibō Benkei en el drama Yoshitsune, mientras que en 2007 interpretó a Tōyama no Kin-san en la serie de televisión homónima. El 2 de enero de 2008, apareció en Tokugawa Fūun-roku, un programa anual jidaigeki transmitido por TV Tokyo.

## Vida persona
En 1990, Matsudaira contrajo matrimonio con la también actriz Mao Daichi, a quien conoció durante una adaptación teatral de Lo que el viento se llevó. La pareja no tuvo hijos y se divorció en 2004. En 2005, Matsudaira contrajo nuevamente matrimonio con la actriz Yuri Matsumoto, catorce años menor que él. El primer hijo de la pareja, un varón, nació el 31 de octubre de 2006. Matsumoto se suicidó el 15 de noviembre de 2010; de acuerdo con los reportes, Matsumoto había estado sufriendo de depresión como resultado de la muerte de su madre en junio de ese mismo año. Matsudaira estaba ocupado actuando en una obra en Kyūshū en el momento de la muerte de su esposa, y a pesar de estar en shock, no abandonó su rol. En 2015, contrajo matrimonio con una mujer sin vínculos con la industria del entretenimiento.

## Filmografía

### Películas
- Baruto no Gakuen (2006)
- Kamen Rider OOO Wonderful: The Shogun and the 21 Core Medals (2011) - Tokugawa Yoshimune
- Sanada 10 Braves (2016) - Tokugawa Ieyasu
- Musashi (2019) - Sasaki Kojirō

### Televisión
- Abarenbō Shōgun (1978–2003) – Tokugawa Yoshimune
- Akō Rōshi (1979) – Asano "Takumi no Kami" Naganori
- Toshiie and Matsu (2002) – Shibata Katsuie
- Yoshitsune (2005) – Musashibō Benkei
- Onna jōshu Naotora (2017) – Takeda Shingen

### Animación
- Rowdy Sumo Wrestler Matsutaro!! (2014) - Matsutarō Sakaguchi

### Videojuegos
- Kamen Rider: Battride War 2 (2014) - Tokugawa Yoshimune

### Doblaje
- X-Men: Apocalipsis (2016) - Apocalipsis (Oscar Isaac)[4]